# Lista över Finlands statsöverhuvuden
Lista över Finlands statsöverhuvuden omfattar de personer, som har varit statschefer över Finland.

## Historisk bakgrund
Det är troligt att Sverige började lägga nuvarande Finland under sig i mitten av 1100-talet, och innan dess fanns ingen sammanhållen statsmakt i området. Finland var en del av det svenska riket fram till 1809. Landet styrdes då av svenska monarker, men dessa var alltså inte finska statschefer utan svenska, då Finland var en integrerad del av Sverige. Tidvis bar de svenska kungarna titeln storfurste av Finland, men på den tiden var det bara en dekorativ titel.
Genom freden i Fredrikshamn den 17 september 1809 avskildes Finland från Sverige och blev ett autonomt storfurstendöme inom det ryska imperiet. Från och med då blev de ryska kejsarna Finlands statsöverhuvuden och övertog titeln storfurste av Finland. Titeln storfurste (ry. vjeliki knjaz) hade också historisk tradition inom Ryssland. FInland blev aldrig en integrerad del av Ryssland, utan hade ett eget parlament (lantdagen, fi. eduskunta) och egna lagar.
Den 6 december 1917 förklarade sig Finland självständigt från det av revolution och inbördeskrig drabbade Ryssland. Man åberopade att personalunionen med Ryssland var upplöst i och med att kejsaren hade abdikerat. Innan en ny finsk grundlag antagits leddes landet först av den finska senaten (fi: Suomen senaatti) och under inbördeskriget januari-maj 1918 hade de röda en konkurrerande regering i form av finska folkdelegationen, som leddes av Kullervo Manner. Vid inbördeskrigets slut utsåg lantdagen en riksföreståndare (fi: valtionhoitaja) i enlighet med 1772 års regeringsform. Lantdagen valde på hösten 1918 den tyske fursten Fredrik Karl (fi. Fredrik Kaarle, ty. Friedrich Karl) till finsk kung, men han kom aldrig att tillträda. År 1919 blev landet republik och statschefen fick titeln president (fi: presidentti). 

## Finland som ryskt storfurstendöme 1809–1917
Landet styrt av ryska tsarer (fi: venäjän tsaari) med titeln Storfurste av Finland (fi: Suomen suurherttua) av Huset Romanov. Datum anges enligt nya stilen, eftersom denna gällde i Finland, även om gamla stilen officiellt tillämpades i Ryssland.
| Namn Svenska · Finska           | Bild | Födelse | Tillträde                                                            | Frånträde                                                              | Död                                   | Källor |
| ------------------------------- | ---- | --- | -------------------------------------------------------------------- | ---------------------------------------------------------------------- | ------------------------------------- | ------ |
| Alexander I (Aleksanteri I)     |      | 23 december 1777 i Sankt Petersburg son till Paul I av Ryssland och Maria Fjodorovna                                 | Utropad till storfurste av Finland 29 mars 1809 på lantdagen i Borgå | 1 december 1825 i Taganrog                                             | 1 december 1825 i Taganrog            | [ 3 ]  |
| Nikolaj I (Nikolai I)           |      | 6 juli 1796 på slottet Gatchina utanför Sankt Petersburg son till Paul I och Maria Fjodorovna                        | Storfurste av Finland 1 december 1825 vid Alexander I:s död          | 2 mars 1855 i Sankt Petersburg                                         | 2 mars 1855 i Sankt Petersburg        | [ 4 ]  |
| Alexander II (Aleksanteri II)   |      | 29 april 1818 i Moskva son till Nikolaj I och Alexandra Fjodorovna                                                   | Storfurste av Finland 2 mars 1855 vid Nikolaj I:s död                | 13 mars 1881 i Sankt Petersburg                                        | 13 mars 1881 i Sankt Petersburg       | [ 5 ]  |
| Alexander III (Aleksanteri III) |      | 10 mars 1845 i Sankt Petersburg son till Alexander II och Maria Alexandrovna                                         | Storfurste av Finland 13 mars 1881 vid Alexander II:s död            | 1 november 1894 i Lavidja på Krim                                      | 1 november 1894 i Lavidja på Krim     | [ 6 ]  |
| Nikolaj II (Nikolai II)         |      | 18 maj 1868 på slottet Tsarskoje Selo i Pusjkin utanför Sankt Petersburg son till Alexander III och Maria Fjodorovna | Storfurste av Finland 1 november 1894 vid Alexander III:s död        | 15 mars 1917 tvingad att abdikera under den ryska februarirevolutionen | 17 juli 1918 avrättad i Jekaterinburg | [ 7 ]  |
| Namn Svenska · Finska           | Bild | Födelse | Tillträde                                                            | Frånträde                                                              | Död                                   | Källor |

## Finland som självständig stat utan konstitution (1917–1919)
Landet styrt av Senaten för Finland (fi: Suomen senaatti) och så småningom av riksföreståndare (fi: valtionhoitaja), utsedda av lantdagen (fi: säätyvaltiopäivät). En finsk kung valdes men tillträdde aldrig.
| Namn              | Bild | Födelse                                   | Tillträde                                                | Frånträde                                                   | Död                                  | Källor |
| ----------------- | ---- | ----------------------------------------- | -------------------------------------------------------- | ----------------------------------------------------------- | ------------------------------------ | ------ |
| Pehr Svinhufvud   |      | 15 december 1861 i Sääksmäki              | Riksföreståndare 27 maj 1918                             | 12 december 1918                                            | 29 februari 1944 Luumäki             | [ 8 ]  |
| Gustaf Mannerheim |      | 4 juni 1867 i Villnäs i Egentliga Finland | Riksföreståndare 12 december 1918 vid Svinhufvuds avgång | 26 juli 1919 avgick till förmån för den nyvalde presidenten | 27 januari 1951 i Lausanne i Schweiz | [ 9 ]  |
| Namn              | Bild | Födelse                                   | Tillträde                                                | Frånträde                                                   | Död                                  | Källor |

## Finland som republik (sedan 1919)
Landets statschef har titeln president (fi: presidentti). I kolumnen val nedan är antecknat samtliga val där presidenten har fått röster, även om vederbörande inte alltid officiellt har varit kandidat i alla de val där röster har erhållits. Vunna val är markerade med fet stil.
| Namn | Namn              | Bild | Födelse                                   | Tillträde                  | Frånträde                                     | Död                                                                                               | Politisk tillhörighet                                                   | Val                           | Källor |
| ---- | ----------------- | ---- | ----------------------------------------- | -------------------------- | --------------------------------------------- | ------------------------------------------------------------------------------------------------- | ----------------------------------------------------------------------- | ----------------------------- | ------ |
|      | K.J. Ståhlberg    |      | 28 januari 1865 i Suomussalmi             | President 26 juli 1919     | 1 mars 1925                                   | 22 september 1952 i Helsingfors                                                                   | Framstegspartiet                                                        | 1919 1931 1937 1946           | [ 10 ] |
|      | Lauri Relander    |      | 31 maj 1883 i Kronoborg                   | President 1 mars 1925      | 1 mars 1931                                   | 9 februari 1942 i Helsingfors                                                                     | Agrarförbundet                                                          | 1919 1925                     | [ 11 ] |
|      | Pehr Svinhufvud   |      | 15 december 1861 i Sääksmäki              | President 1 mars 1931      | 1 mars 1937                                   | 29 februari 1944 i Luumäki                                                                        | Samlingspartiet                                                         | 1931 1937 1940                | [ 8 ]  |
|      | Kyösti Kallio     |      | 10 april 1873 i Ylivieska                 | President 1 mars 1937      | 27 november 1940 avgick i förtid av hälsoskäl | 19 december 1940 död av hjärtattack under sin egen avskedsceremoni på Helsingfors järnvägsstation | Agrarförbundet                                                          | 1931 1937                     | [ 12 ] |
|      | Risto Ryti        |      | 3 februari 1889 i Vittis                  | President 19 december 1940 | 4 augusti 1944 avgick av hälsoskäl            | 25 oktober 1956 i Helsingfors                                                                     | Framstegspartiet                                                        | 1925 1940 1943                | [ 13 ] |
|      | Gustaf Mannerheim |      | 4 juni 1867 i Villnäs i Egentliga Finland | President 4 augusti 1944   | 4 mars 1946 avgick av hälsoskäl               | 27 januari 1951 i Lausanne i Schweiz                                                              | opolitisk                                                               | 1919 1943 1944                | [ 9 ]  |
|      | Juho Paasikivi    |      | 27 november 1870 i Koski                  | President 8 mars 1946      | 1 mars 1956                                   | 14 december 1956 i Helsingfors                                                                    | medlem i Samlingspartiet, men som president formellt vald som opolitisk | 1946 1950 1956                | [ 14 ] |
|      | Urho Kekkonen     |      | 3 september 1900 i Pielavesi              | President 1 mars 1956      | 27 oktober 1981 avgick av hälsoskäl           | 31 augusti 1986 i Helsingfors                                                                     | Agrarförbundet/Centerpartiet                                            | 1950 1956 1962 1968 1973 1978 | [ 15 ] |
|      | Mauno Koivisto    |      | 25 november 1923 i Åbo                    | President 27 januari 1982  | 1 mars 1994                                   | 12 maj 2017 i Helsingfors                                                                         | Socialdemokraterna                                                      | 1982 1988                     | [ 16 ] |
|      | Martti Ahtisaari  |      | 23 juni 1937 i Viborg                     | President 1 mars 1994      | 1 mars 2000                                   | 16 oktober 2023 i Helsingfors                                                                     | Socialdemokraterna                                                      | 1994                          | [ 17 ] |
|      | Tarja Halonen     |      | 24 december 1943 i Helsingfors            | President 1 mars 2000      | 1 mars 2012                                   |                                                                                                   | Socialdemokraterna                                                      | 2000 2006                     | [ 18 ] |
|      | Sauli Niinistö    |      | 24 augusti 1948 i Salo                    | President 1 mars 2012      | 1 mars 2024                                   |                                                                                                   | Samlingspartiet                                                         | 2006 2012 2018                | [ 19 ] |
|      | Alexander Stubb   |      | 1 april 1968 i Helsingfors                | President 1 mars 2024      | sittande                                      |                                                                                                   | Samlingspartiet                                                         | 2024                          |        |
| Namn | Namn              | Bild | Födelse                                   | Tillträde                  | Frånträde                                     | Död                                                                                               | Politisk tillhörighet                                                   | Val                           | Källor |